# サンニ・ウトリアイネン
サンニ・ウトリアイネン（Sanni Utriainen、1991年2月5日 - ）は、フィンランドの女子陸上競技選手。専門はやり投。西スオミ州ピルカンマー県ノキア出身。

## 自己ベスト
- やり投 - 59m35  (2013年8月3日、クオルタネ)